# Ars-en-Ré
Ars-en-Ré je francouzská obec v departementu Charente-Maritime v regionu Poitou-Charentes. Leží na ostrově Ré. V roce 2010 zde žilo 1 330 obyvatel. Je centrem kantonu Ars-en-Ré.

## Vývoj počtu obyvatel
Počet obyvatel